# Александр (Павлович)
Епископ Александр (в миру Андроник Иванович Павлович; 17 мая 1799, село Кобриновая Гребля, Уманский уезд, Киевская губерния — 8 ноября 1874, Киев) — епископ Русской православной церкви. Руководил обороной Соловецкого монастыря в Беломорской кампании Крымской войны.

## Биография
Родился 17 мая 1799 года в селе Кобриновой Гребле Уманского уезда Киевской губернии в семье священника.
Начальное образование получил в сельской школе.
17 июля 1817 года окончил Киевскую духовную академию и был рукоположён во диакона в местечко Бородянку Киевского уезда с оставлением учителем латинского языка при митрополичьем хоре в Киеве.
15 июня 1820 года рукоположён во священника и назначен в Полоцкий пехотный полк.
С 1827 по 1832 год был священником в местечке Рыжановке Звенигородского уезда Киевской епархии.
В 1832 году, по его просьбе, он снова был назначен священником в Алексопольский полк, в котором служил в течение 15 лет (до 1847 года).
12 декабря 1841 года возведён в сан протоиерея.
С 1847 по 1853 год протоиерей Андроник был настоятелем Соломбальского Преображенского Морского собора Архангельской епархии. Здесь он зарекомендовал себя с самой наилучшей стороны, как ревностный пастырь примерной жизни, как надёжный помощник вдовам и сиротам армейского духовенства.
20 июня 1853 года епископом Христофором Андроник был пострижен в монашество в Александро-Невской лавре; 21 июня 1853 года возведён в сан архимандрита, а 25 июля 1853 года назначен настоятелем Соловецкого монастыря.
В 1854 году на Соловецкую обитель напали англичане с целью захвата Соловецких островов. Здесь проявился характер архимандрита Александра как настоящего патриота. Он организовал оборону островов, на предложение неприятеля сдать обитель ответил отказом и призвал всех к усиленной молитве. Его действия увенчались успехом. Англичане прекратили бомбардировку и отступили от обители.
За эту победу настоятелю монастыря архимандриту Александру свою признательность выразили духовные и гражданские власти. Он получил ряд наград, в том числе от императора Николая I.
17 ноября 1857 года в Казанском соборе архимандрит Александр был хиротонисан во епископа Архангельского и Холмогорского. Хиротонию возглавил митрополит Новгородский и Санкт-Петербургский Григорий.
7 мая 1859 года совершил освящение, в присутствии губернатора Арандаренко с семейством,  новой раки для мощей Антония Сийского, выполненную Ф. А. Верховцевым в Петербурге. На Архангельской кафедре он служил в течение трёх лет. Помимо трудов по епархии, он с 1858 года нёс ещё нагрузку как вице-президент Архангельского попечительного тюремного комитета.
13 сентября 1860 года, согласно прошению, преосвященный Александр назначен епископом Полтавским и Переяславским.
17 ноября 1862 года уволен на покой по собственному прошению.
На покое на него напала скука, доходившая до отчаяния. 17 июня 1864 года он обратился в Святейший Синод с просьбой назначить ему в управление Киево-Выдубицкий Георгиевский монастырь. На эту просьбу он получил положительный ответ, но в монастырь не переселился, а продолжал жить в Киеве при кафедральном соборе.
В 1867 году преосвященный Александр изъявил желание посетить Иерусалим и другие святые места. Получив увольнение на 6 месяцев, он в январе 1868 года выехал из России.
В Иерусалиме он был принят с любовью и вниманием. Посетив Иерусалим и все святые места Палестины, епископ Александр побывал и на Горе Афон.
За время своего путешествия он посвящал во диаконы, священники и архимандриты, освящал храмы и антиминсы, как епархиальный архиерей.
В сентябре 1868 года епископ Александр возвратился в Киев. Теперь он уже не подвергался прежней скуке и унынию, но усилились в нём болезни телесные.
Однако в 1869 году он участвовал в богослужении в Зимнем Дворце в честь столетнего юбилея учреждения ордена святого великомученика Георгия Победоносца.
Чувствуя приближение кончины, епископ Александр усилил свои молитвенные подвиги, часто посещал Киево-Печерскую лавру, раздавал милостыню бедным.
Почти до самой кончины он принимал в своей келье всех приходящих к нему за советом и помощью и каждому уделял внимание независимо от сословия.
17 октября 1874 года преосвященный Александр последний раз участвовал в богослужении. С усердной молитвой в этот день он обошел все пещеры Киево-Печерской лавры. А на следующий день, 18 октября он почувствовал себя совсем плохо и с этого дня уже не выходил из своей кельи.
Скончался 8 ноября 1874 года. Тело его было погребено 10 ноября на Дальних пещерах Киево-Печерской лавры.  "Погребен у северной стены Аннозачатиевской церкви" (внутри храма). В 90-х годах была восстановлена и размещалась также внутри храма, табличка.

## Награды
- Нагрудный крест, украшенный бриллиантами, на Георгиевской ленте за руководство обороной Соловецкого монастыря в Крымскую войну (22 июля 1854)

- Орден Святой Анны 1-й степени (30 августа 1858)